# Phacelia sabulonum
Phacelia sabulonum är en strävbladig växtart som först beskrevs av John Thomas Howell, och fick sitt nu gällande namn av N.Duane Atwood. Phacelia sabulonum ingår i Faceliasläktet som ingår i familjen strävbladiga växter. Inga underarter finns listade i Catalogue of Life.